# Свиридов, Аникей Иванович
Анике́й Ива́нович Свири́дов (1920—1999) — вальщик леса Селихинского леспромхоза Министерства лесной и деревообрабатывающей промышленности СССР, Комсомольский район Хабаровского края. Герой Социалистического Труда (1971).

## Биография
Родился 4 ноября 1920 года в селе Николаевка Амурской области Дальневосточной республики (ныне — Ивановского района Амурской области). По национальности русский.
В возрасте 12 лет потерял отца, после чего, для того чтобы иметь возможность помогать матери, оставил учёбу в школе и начал трудовую деятельность в колхозе родного села. В ноябре 1935 года 15-летний Аникей приехал в Хабаровский край, где три года (до достижения совершеннолетия) трудился разнорабочим в Афанасьевском тресте радиоуправления «Приморзолото». В августе 1939 года стал буровым рабочим геологоразведочного отряда того же радиоуправления.
В годы Великой Отечественной войны А. И. Свиридов, как работник золотодобывающей промышленности, имел бронь, однако желал сражаться на фронте. Дважды он добровольцем уезжал на фронт, но каждый раз возвращался к месту работы. Условия работы были очень тяжёлыми — зимой в забое в шахте ноги примерзали к ботинкам, а рабочая смена длилась 18-20 часов. За время работы на предприятии Аникей Иванович неоднократно награждался почётными грамотами, денежными премиями, ценными подарками, был занесён в книгу Почёта Афанасьевского треста радиоуправления «Приморзолото».
В ноябре 1955 года Аникей Иванович переехал в село Большая Картель, где стал работать вальщиком леса на делянках Больше-Картельского лесопункта Селихинского леспромхоза. За короткий период работы в совершенстве освоил технику работы бензопилой «Дружба», стал специалистом по валке кедрового леса. За свою работу неоднократно получал почётное звание «Лучший мотовальщик», побеждал в соревнованиях на звание «Мастер золотые руки» среди лесозаготовителей своего леспромхоза.
По итогам работы в семилетке (1959—1965) А. И. Свиридов был награждён орденом «Знак Почёта». В восьмой пятилетке (1966—1970) благодаря упорному труду А. И. Свиридова комсомольско-молодёжная бригада, в которой он трудился вальщиком леса, одержала победу в социалистическом соревновании по Хабаровскому краю.
Указом Президиума Верховного Совета СССР от 7 мая 1971 года за выдающиеся заслуги в деле развития лесной и деревообрабатывающей промышленности Свиридову Аникею Ивановичу присвоено звание Героя Социалистического Труда с вручением ордена Ленина и золотой медали «Серп и Молот».
В 1976 году А. И. Свиридов перешёл работать слесарем верхнего склада, затем с 1982 по 1991 год был кочегаром гаража леспромхоза.
С 1991 года - на пенсии, проживал в селе Большая Картель. Скончался 9 января 1999 года.

## Награды
- Герой Социалистического Труда (07.05.1971)
- орден Ленина (07.05.1971)
- орден «Знак Почёта» (17.09.1966)
- медаль «В ознаменование 100-летия со дня рождения Владимира Ильича Ленина» (1970)[1]
- Ударник коммунистического труда (1968)[1]
- Победитель социалистического соревнования
- Почётный гражданин Комсомольского района (15.08.1996)[1]

За 36 лет безупречной работы Аникей Иванович неоднократно поощрялся благодарностями, почётными грамотами, его имя было занесено на Доску Почёта леспромхоза.

## Память
На фасаде здания общеобразовательной школы села Большая Картель установлена мемориальная доска в честь А. И. Свиридова.